# دریاچه بایان
دریاچه بایان (به لاتین: Bayan Lake) یک دریاچه در مغولستان است که در استان زوخان واقع شده‌است.